# Wladimir Puchalski

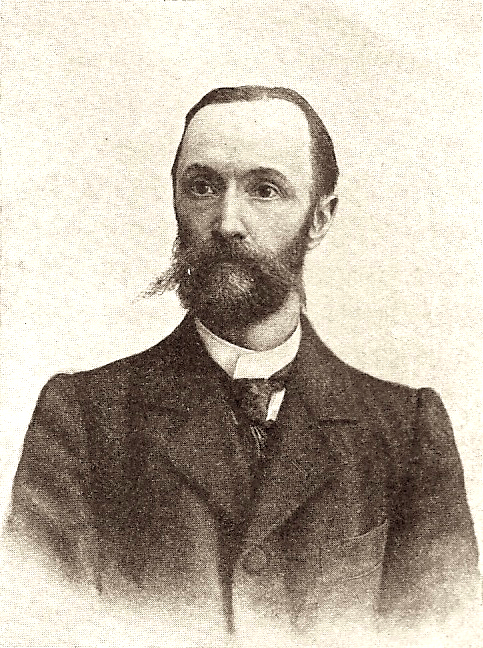
Wladimir Puchalski

Wladimir (Włodzimierz, Wolodimir) Wjatscheslawowitsch (Wazlawowitsch) Puchalski (russisch Владимир Вячеславович Пухальский; * 21. Märzjul. / 2. April 1848greg. in Minsk; † 23. Februar 1933 in Kiew) war ein polnisch-russisch-ukrainischer Pianist, Komponist und Musikpädagoge.

## Leben
Schon als Kind spielte Puchalski Violine und Klavier. Als Stanisław Moniuszko nach Minsk kam, hörte er den Jungen an und lobte ihn. Puchalski studierte am Sankt Petersburger Konservatorium in Theodor Leschetizkys Klavier-Klasse und dazu Musiktheorie und Komposition bei Julius Johannsen und Nikolai Saremba. 1874 schloss er das Studium ab und lehrte dann dort.
1876 ging Puchalski nach Kiew und lehrte an der Kiewer Musikhochschule. 1877 wurde er Mitglied der Direktion der Kiewer Musikgesellschaft mit der Verantwortung für die Programme der Sinfonie- und Kammermusikabende (bis 1888). 1909 wurde er Ehrenmitglied der Kiewer Abteilung der Kaiserlich-Russischen Musikgesellschaft (IRMO). 1913 wurde das Kiewer Konservatorium abgespalten mit Puchalski als erstem Direktor. Zur feierlichen Eröffnung wurde Puchalskis Hymne an die Musik aufgeführt. Er leitete dann die Klavier-Klasse.

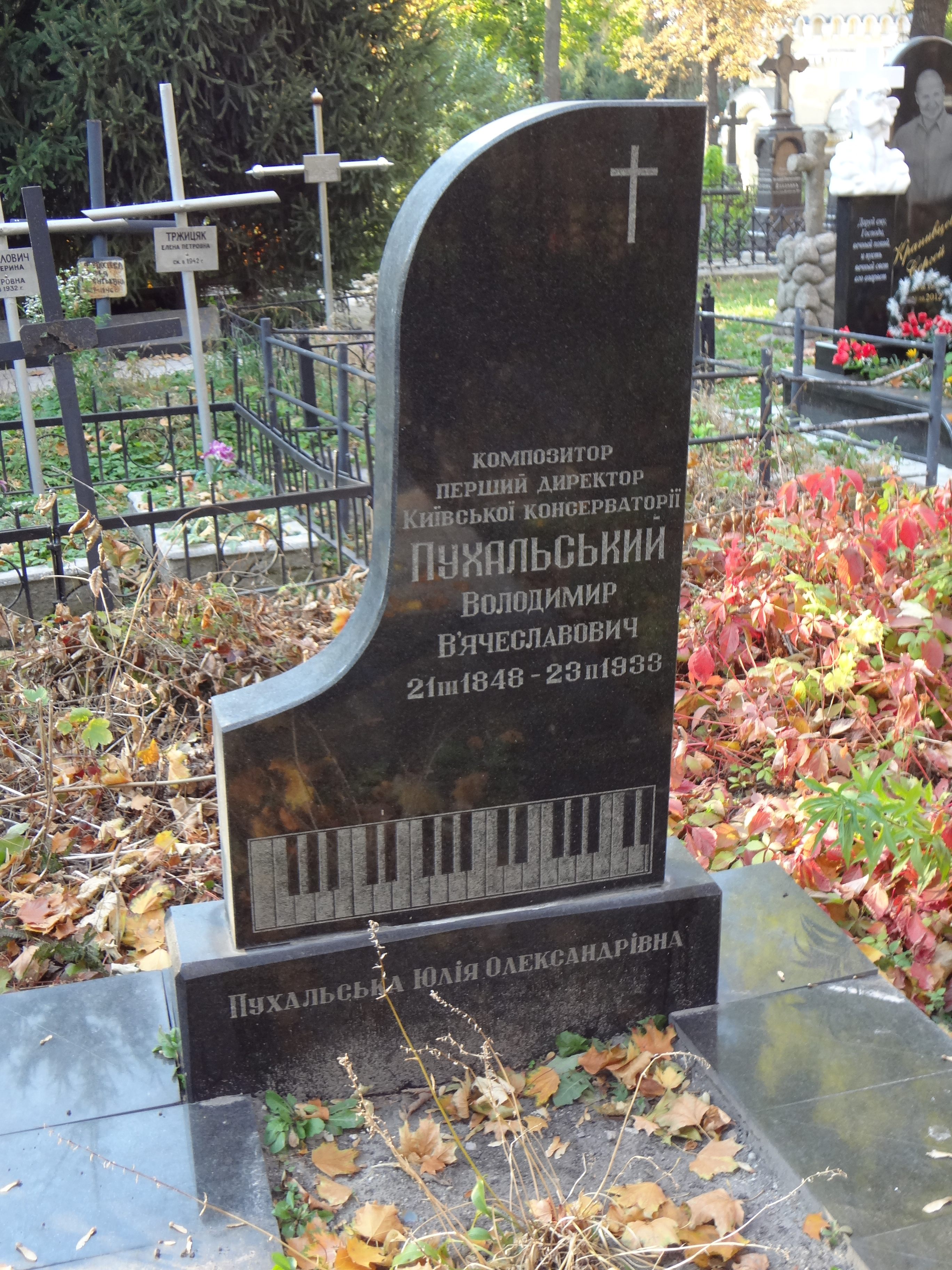
Wladimir Puchalskis Grab auf dem Lukjaniwska-Friedhof in Kiew

Puchalski konzertierte als Pianist mehr als 30 Jahre lang. Er komponierte 1883 ein d-Moll-Klavierkonzert, das er sehr häufig spielte, zuletzt in Rostow am Don unter Reinhold Glière. Er schuf die Oper Waleria, Romanzen, Etüden und andere Stücke für Klavier. Zu seinen Schülern gehörten Vladimir Horowitz und dessen Schwester Regina Horowitz, Leonid Nikolajew, Julius Isserlis, Anna Danilowna Artobolewskaja, Boleslaw Jaworskyj und Arnold Alschwang. Damit gilt Puchalski als Gründer der Kiewer Pianistenschule.